# The Grub Stake Mortgage
The Grub Stake Mortgage est un film muet américain réalisé par Allan Dwan et sorti en 1912.

## Synopsis
Jack Burton, un ingénieur des mines, s'est épris de la fille du contremaître. Mais cette dernière est amoureuse d'un autre prétendant, Jim Blake, un jeune propriétaire…

## Fiche technique
- Réalisation : Allan Dwan
- Date de sortie : États-Unis : 8 février 1912

## Distribution
- J. Warren Kerrigan : Jack Burton
- Jessalyn Van Trump : la fille du contremaître
- Jack Richardson : Jim Blake